# Johann Theodor Viehmeyer
Johann Theodor Viehmeyer (* 7. Januar 1870 in Marienfeld; † 15. März 1947 in Starnberg; auch Johann Theodor Wiehmayer) war ein deutscher Pianist, Klavierpädagoge und Musikschriftsteller.

## Leben
Viehmeyer studierte 1886 bis 1889 bei Coccius, Carl Reinecke und Salomon Jadassohn am Leipziger Konservatorium. 1890 machte er eine Konzertreise durch Schweden und Norwegen und lehrte 1902 bis 1906 am Leipziger und von 1908 bis 1925 am Stuttgarter Konservatorium. In Stuttgart leitete er die Virtuosenklasse und wurde 1909 zum Professor ernannt.
1924 zog sich Viehmeyer nach Starnberg zurück und starb dort am 15. März 1947.

## Werke
Viehmeyer komponierte Präludium und Fuge für Orgel op. 1, Kanons für gemischten Chor und Klavierwerke, darunter die pädagogischen Klavierwerke: fünf Spezial-Etüden, Schule der Fingertechnik, Tonleiterschule und Universal-Etüden. Er war auch Herausgeber von Neuauflagen der Werke von Carl Czernys Schule des Virtuosen und Carl Tausigs Tägliche Studien. Wiehmayer gab zahlreiche instruktive Ausgaben von Klavierwerken aller Epochen heraus, die genauestens mit Fingersätzen und eigenen Pedalzeichen versehen sind.
Ferner verfasste der die Bücher:
- Wiehmayer, Theodor: Musikalische Rhythmik und Metrik. Magdeburg 1917. dazu: Aufgabenbuch, ebd. 1918, und Schlüssel zum Aufgabenbuch, ebd. 1919.
- Wiehmayer, Theodor: Die Auswirkung der Theorie Hugo Riemanns. Magdeburg 1925.
- Wiehmayer, Theodor: Musikalische Formenlehre mit Analysen. Magdeburg 1927.